# Ölhävers
Ölhävers är ett punkband (ett så kallat partypunkband) som startades i Trollhättan runt 1989.
Ölhävers är kända inom punkkretsar och har framför allt blivit kända genom sina shower på Westgothafestivalen där man spelat flera gånger. På festivalspelningen 2002 var den ökände rockaren Dregen från Backyard Babies framme och spelade sologitarr när Ölhävers framförde låten "Jag vill va full". 
Låttexterna går mestadels ut på att hylla folkölen och dess betydelse. Med låttitlar som Mitt första sexpack, Jag dricker hellre öl än å slicka fetta och Folköl vill jag ha är budskapet mycket tydligt. På scen är de alltid maskerade och gömmer sig bakom träningsoveraller med fasttejpade ölburkar på.

## Diskografi
- 1994 - Full Å Arbetslös
- 1998 - Full och go
- 2000 - Det är lugnt sommaren kommer ju snart
- 2002 - Det var vi som riggade förfesten

### Samlingar
- Äggröran 3 (med "Eu - Dansbandsversion")
- Äggröran 4 (med "Jag vill va full")